# Raión de Mizhhiria
Mizhhiria (en ucraniano: Міжгірський район) es un raión o distrito de Ucrania en el óblast de Zakarpatia. 
Comprende una superficie de 1166 km².
La capital es la ciudad de Mizhhiria.

## Demografía
Según estimación 2010 contaba con una población total de 49890 habitantes.

## Otros datos
El código KOATUU es 2122400000. El código postal 90000 y el prefijo telefónico +380 3146.